# Conrad Hensel
Conrad Hensel, auch Konrad  (* 1435 in Kassel; † 12. März 1505 in Frankfurt am Main), war ein deutscher Theologe und von 1474 bis 1505 Stadtpfarrer von Frankfurt am Main.

## Leben und Werk
Hensel stammte aus Kassel und studierte Theologie bei Johann von Wesel an der Universität Erfurt. Wahrscheinlich erwarb er hier auch den theologischen Doktorgrad. Später lehrte er an den Universitäten zu Erfurt und 1461 in Greifswald. 1474 wurde er Kanonikus am Bartholomäusstift in Frankfurt am Main. Als Pleban des Stifts war er zugleich Stadtpfarrer.
Hensel galt als volkstümlicher Prediger und gelehrter Humanist. Sein Freund Johannes Trithemius führte ihn in seinem Catalogus illustrium virorum unter den hervorragendsten Gelehrten Deutschlands als Conradus dictus hensel doctor auf. Seine Stellung nutzte er, um von der Kanzel aus ohne Rücksicht auf Stand und Personen zu predigen. So wird er als treibende Kraft vermutet, um 1480 den seit 1474 vollständig zum Erliegen gekommenen Bau des Domturms wiederaufzunehmen. 1491 griff er den Dombaumeister Hans Flücke öffentlich so heftig an, dass dieser seinen Abschied nahm. 1498 predigte er gegen den Rat, der zum Unmut der Bürgerschaft und der Zünfte die aus Nürnberg vertriebenen Juden aufgenommen hatte. Hensel unterstellte dem Rat, namentlich den Bürgermeistern Carl Hynsperg und Michael Schwarzenberger, sie hätten „gelt zu den Juden gelegt“, das heißt sich am Wucher beteiligt.
1500 geriet er in der Folge des bereits 1494 ausgetragenen Streits um einzelne Passagen aus der Schrift De laudibus sanctissimae matris Annae des Johannes Trithemius in eine Auseinandersetzung mit dem Lektor des Frankfurter Dominikanerklosters, Wigand Wirt. Ausgangspunkt war ein theologischer Disput, in dem Hensel für das franziskanische Dogma der Unbefleckten Empfängnis eintrat, während Wirt als Dominikaner zu den Maculisten gehörte, nach deren Lehre Maria durch göttliche Gnade nachträglich von der Erbsünde gereinigt wurde. Die Auseinandersetzung nahm aber bald persönliche Züge an; so soll Hensel eine öffentliche Predigt Wirts durch Zwischenrufe gestört haben und den Dominikanern die Vergiftung Kaiser Heinrichs VII. vorgeworfen haben. Die Dominikaner verklagten Hensel daraufhin vor einem geistlichen Gericht. Das Gericht tagte 1502 unter dem Vorsitz des Bischofs von Straßburg. Bischof Albrecht wies aufgrund einer überzeugenden Verteidigung durch Sebastian Brant die Anklage der Dominikaner zurück und sprach Hensel frei, obwohl Zeugenaussagen, unter anderem von Bürgermeister Jakob Heller, zugunsten der Dominikaner vorlagen. Die Bürgerschaft stand ohnehin auf Seiten Hensels und überzog die Dominikaner mit Hohn und Beleidigungen, entzog ihnen die Almosen und enthielt ihnen die Zinsen vor.
Die Niederlage sorgte für Erbitterung im Dominikanerorden und führte 1506 zu einem Plan des Provinzialkapitels in Wimpfen, die dominikanische Auffassung von der Empfängnis Mariens durch inszenierte Marienerscheinungen zu legitimieren. 1509 kam es daraufhin zum sogenannten Jetzerhandel in Bern.
Hensel starb am Mittwoch vor Palmsonntag 1505 (12. März) im Alter von 70 Jahren. In der Nacht seines Todes soll er alle Glocken läuten lassen haben. Seinem Leichenzug folgten alle Zünfte der Stadt, was bis dahin niemandem zuteilgeworden war, wie Johann Latomus 1583 in seinen Acta berichtete.

## Werke
Hensel verfasste eine Reihe gelehrter und theologischer Schriften. Trithemius zählt in seinem Catalogus 17 ihm bekannte Schriften auf, darunter „Ueber die Sentenzen des Lombardus“, „Ueber die vier Cardinaltugenden“, „Ueber die Sonntagsevangelien und Episteln“; „Zum Hohenlied, den Psalmen, der Apokalypse“, „Ueber Glaube, Hoffnung und Liebe“, „Ueber Buße, Fasten und Gebet“, „Ueber die Freiheit der Kirche“, „Vom Interdict“ und „Quästionen zu Aristoteles“.